# Elise Bjørnebekk-Waagen
Elise Bjørnebekk-Waagen, auch Elise Waagen, (* 19. Februar 1990) ist eine norwegische Politikerin der sozialdemokratischen Arbeiderpartiet (Ap). Seit 2017 ist sie Abgeordnete im Storting.

## Leben
Bjørnebekk-Waagen engagierte sich in ihrer Jugend in der Parteijugend Arbeidernes Ungdomsfylking (AUF). Beim Anschlag auf der Insel Utøya im Juli 2011 gehörte sie zu den Verletzten. Nach einem Schuss in ihr Knie war sie mehrere Monate auf einen Rollstuhl angewiesen. Im Jahr 2015 wurde sie in das Kommunalparlament von Sarpsborg gewählt.
Bei der Parlamentswahl 2017 zog Bjørnebekk-Waagen erstmals in das norwegische Nationalparlament Storting ein. Dort vertritt sie den Wahlkreis Østfold und wurde zunächst Mitglied im Gesundheits- und Pflegeausschuss. Im Oktober 2019 ging sie während der laufenden Legislaturperiode in den Arbeits- und Sozialausschuss über. Nach der Wahl 2021 wechselte sie in den Bildungs- und Forschungsausschuss, wo sie die Position als stellvertretende Vorsitzende übernahm. Zudem wurde sie Mitglied im Ap-Fraktionsvorstand.